# جاك مارشال (ملحن)
جاك مارشال (بالإنجليزية: Jack Marshall)‏ هو موزع وملحن أمريكي، ولد في 23 نوفمبر 1921 في إلدورادو في الولايات المتحدة، وتوفي في 20 سبتمبر 1973 في شاطئ نيوبورت في الولايات المتحدة.

## وصلات خارجية
- جاك مارشال على موقع IMDb (الإنجليزية)
- جاك مارشال على موقع ميوزك برينز (الإنجليزية)
- جاك مارشال على موقع أول موفي (الإنجليزية)
- جاك مارشال على موقع قاعدة بيانات الأفلام السويدية (السويدية)
- جاك مارشال على موقع أول ميوزيك (الإنجليزية)
- جاك مارشال على موقع ديسكوغز (الإنجليزية)
- جاك مارشال على موقع قاعدة بيانات الفيلم (الإنجليزية)
- جاك مارشال على موقع كينوبويسك (الروسية)